# バッファロー・ナイアガラ国際空港
バッファロー・ナイアガラ国際空港（英: Buffalo Niagara International Airport）は、アメリカのニューヨーク州、エリー郡にある国際空港。バッファローほか、ナイアガラの滝への最寄り空港のひとつである。

## 施設
空港の敷地面積は約400haである。旅客ターミナルは1棟で24の搭乗口を備えている。

## 就航路線
| 航空会社                   | 就航地                                                                                                   |
| -------------------------- | --- |
| サウスウエスト航空         | ボルチモア、シカゴ（ミッドウェー）、フォートローダーデール、ラスベガス、オーランド、フェニックス、タンパ |
| ジェットブルー航空         | ボストン、フォートローダーデール、ニューヨーク（JFK）、オーランド、フォートマイヤーズ [季節運航]         |
| デルタ航空                 | アトランタ、デトロイト、ミネアポリス [季節運航]                                                          |
| デルタ・コネクション       | シンシナティ、ニューヨーク（JFK）、デトロイト、アトランタ、ミネアポリス                                  |
| ユナイテッド航空           | シカゴ（オヘア）                                                                                         |
| ユナイテッド・エキスプレス | シカゴ（オヘア）、ワシントン（ダレス）                                                                   |
| アメリカン航空             | ダラス、シャーロット                                                                                     |
| アメリカン・イーグル       | シカゴ（オヘア）                                                                                         |